# Zátoň
Zátoň (früher auch Otov; deutsch Ottau) ist ein Ortsteil in der Gemeinde Větřní im Okres Český Krumlov in Tschechien.

## Geographie
Zátoň liegt am rechten Ufer der Moldau an der Einmündung des Baches Práčovský potok. Südwestlich des Dorfes mündet linksseitig der Strážný potok in den Fluss. Nachbarorte sind Práčov im Norden, Omlenička (Klein Umlowitz) und Omlenice im Osten, Bujanov und Rožmitál na Šumavě im Südosten, Slubice (Schlumnitz) im Westen sowie Bohdalovice und Hašlovice (Hoschlowitz) im Nordwesten.

## Geschichte
Ottau soll die älteste Siedlung Südböhmens sein. Entlang des Linzer Steigs entstand im 10. Jahrhundert oberhalb einer Furt über die Moldau eine Burgstätte. Den umliegenden Wald („circuitum quoque silvae, quae dicitur“) schenkte der böhmische Fürst Břetislav I. zwischen 1037 und 1055 zusammen mit der bereits bestehenden Kapelle des hl. Johannes des Täufers den Benediktinern des Klosters Ostrov. Im Jahre 1220 trat der Ottauer Pfarrer Bohuslaus als Zeuge einer Beurkundung Witikos von Prčice auf.
Entsprechend einer Papsturkunde vom 13. Dezember 1310, mit der das Kloster Ostrov unter päpstlichen Schutz gestellt wurde, gehörten damals zu Ottau die Güter Podole (Unterhaiming), Bogdalowicz (Podesdorf), Haslowic (Hašlovice/Hoschlowitz), Lusin (Luschnez, heute Lužná), Doberne (Zistel, Cistl, heute Dobrné) sowie die Kapellen von Phrimburch (Friedberg) und Drahun (Kienberg). Der päpstliche Schutz wurde erbeten, weil der benachbarte witigonische Zweig der Rosenberger die Friedberger Kapelle beanspruchte und diese von Heinrich I. von Rosenberg am 29. Mai 1305 dem Stift Schlägl geschenkt wurde. Der Streit zwischen Heinrichs Sohn Peter I. von Rosenberg und dem Kloster Ostrov konnte erst am 7. Dezember 1313 beigelegt werden. Die mit der Schlichtung beauftragte Kommission sprach sich für die Schlägler Ansprüche aus. Allerdings wurde dem Stift eine jährliche Zahlung von 400 Passauer Denaren auferlegt, die es an das Kloster Ostrov zu zahlen hatte. Das Urteil der Kommission wurde erst 1317 vom Prager Bischof Johann IV. von Dražice bestätigt, nachdem er den Ostrover Abt Otto zum Verzicht auf Friedberg bewegen konnte.
Vor 1310 erbauten die Benediktiner an der Stelle der Ottauer Kapelle ein kleines Kloster mit einer Propstei und einer gotischen Kirche. 1361 verkaufte Abt Bohuslaus aus Ottauer Klostergut eine Wiese oberhalb der Petschmühle dem Peter Weichsel von Wettern (Petr z Vyšný). Das 1310 zu Ottau gehörende Dorf Unterhaiming (Podole) gelangte noch im 14. Jahrhundert an das Kloster Strahov, in dessen Urbar es für das Jahr 1388 enthalten ist. Während der Hussitenkriege gelang es Ulrich II. von Rosenberg, Ottau und andere Klosterdörfer durch die Vorlage gefälschter Urkunden an sich zu bringen. Obwohl für das Jahr 1449 der Ostrover Abt Johann Bětovsky noch als Propst von Ottau belegt ist, sind Ottau und die zugehörigen Dörfer für das Jahr 1483 bereits als rosenbergischer Besitz im Urbar der Herrschaft Krumau verzeichnet. Daraus ergibt sich, dass die vom Ostrover Abt Johann Telec erwirkte und von König Ladislaus Postumus am 27. Mai 1457 ausgestellte Urkunde, wonach sämtliche dem Kloster Ostrov widerrechtlich weggenommenen Güter zurückzugeben waren, bezüglich Ottau nicht durchgesetzt werden konnte. Wegen der Zerstörungen in den Hussitenkriegen wurden die Klostergebäude 1491 devastiert. Die ehemalige Klosterkirche wurde 1510 umgebaut und erweitert. Obwohl Peter IV. von Rosenberg mit seinem Testament vom 10. Juni 1521 seine Erben zur Rückgabe des Ottauer Klosterbesitzes verpflichtete, vollzogen sie diese nicht, so dass Ottau bis zur Aufhebung der Patrimonialherrschaft 1748 mit der Herrschaft Krumau verbunden blieb. Das Kloster Ostrov bezog aus dem Ottauer Gut jedoch weiterhin sein Holz, das moldauabwärts geflößt wurde.
Ab 1850 bildete Ottau einen Ortsteil der Gemeinde Hoschlowitz/Hašlovice im Bezirk Krumau. 1910 bestand Ottau aus 48 deutschsprachigen Einwohnern, die in acht Häusern wohnten.
Nach der Gründung der Tschechoslowakei 1918 erhielt Ottau die amtliche tschechische Ortsbezeichnung Zátoň. In der Zwischenkriegszeit verfügte Zátoň über zwei Gaststätten, Tabakladen, Schule, Pfarre, Bäckerei, Metzgerei sowie ein Mischwarengeschäft. In den umliegenden Gemeinden und Ortschaften, die administrativ zum Pfarrbezirk Zátoň gehörten, konnte man Müller, Reparateure von Wagen, Sägewerk, Damen- und Herrenschneider und sogar etwas wie ein Kreditbüro finden. Nach dem Münchner Abkommen gehörte Zátoň/Ottau 1938 bis 1945 zum Landkreis Krummau an der Moldau im Reichsgau Oberdonau. Als Folge des Zweiten Weltkriegs erfolgte 1945/1946 die Vertreibung der deutschsprachigen Bevölkerung.
1991 hatte der Ort 17 Einwohner. Im Jahre 2001 bestand das Dorf aus 7 Wohnhäusern, in denen 9 Menschen lebten.

## Pfarrei Ottau
Entsprechend einer Urkunde aus dem Gratzner Archiv war Ottau 1627 Pfarrei, zu der 14 umliegende Dörfer (ohne Bohdalovice/Podesdorf) gehörten. In der neueren Zeit bestand die Pfarrei Ottau aus den Ortschaften bzw. Siedlungen Ottau, Ebenau, Stubau, Lobiesching, Ruben, Schömern, Hoschlowitz, Zistl, Pramles, Hochdorf, Krobsdorf, Wieles, Hochfeld, Stömnitz und Ziering. Ein Teil dieser Ansiedlungen wurde nach dem Zweiten Weltkrieg dem Verfall preisgegeben.

## Sehenswürdigkeiten
- St. Johanneskirche (Patrozinium: Johannes der Täufer) von 1510. Die spätgotische Einwölbung des Langhauses stammt von Hans Getzinger.[9] Die barocke Innenausstattung stammt aus dem 17. und 18. Jahrhundert. Der gotische Ottauer Altar aus dem Anfang des 16. Jahrhunderts befindet sich in der Nationalgalerie Prag.[10] Die Statue der stehenden Jungfrau Maria mit Kind (1490/1500) befindet sich in der Südböhmischen Aleš-Galerie in Hluboká nad Vltavou.[11]
- Ehemaliges Pfarrhaus
- Burgstätte „Schlößlwald“[12] (Zámecký les, hradiště Zátoň)

## Persönlichkeiten
- Niels Birbaumer (* 1945), Psychologe und Neurobiologe